# رکین (فراهان)
رکین روستایی در دهستان خنجین بخش خنجین شهرستان فراهان استان مرکزی ایران است.

## جمعیت
بر پایه سرشماری عمومی نفوس و مسکن در سال ۱۳۹۵ جمعیت این مکان ۲۶۰ نفر (۷۲خانوار) بوده‌است.